# İstanbul Cup 2022
İstanbul Cup 2022 (còn được biết đến với TEB BNP Paribas Tennis Championship İstanbul vì lý do tài trợ) là một giải quần vợt thi đấu trên mặt sân đất nện ngoài trời. Đây là lần thứ 15 giải İstanbul Cup được tổ chức, và là một phần của WTA International trong WTA Tour 2022. Giải đấu diễn ra ở Istanbul, Thổ Nhĩ Kỳ, từ ngày 18 đến ngày 24 tháng 4 năm 2022.

## Điểm và tiền thưởng

### Phân phối điểm
| Sự kiện | VĐ  | CK  | BK  | TK | Vòng 1/16 | Vòng 1/32 | Q  | Q2 | Q1 |
| Đơn nữ  | 280 | 180 | 110 | 60 | 30        | 1         | 18 | 12 | 1  |
| Đôi nữ  | 280 | 180 | 110 | 60 | 1         | —         | —  | —  | —  |

### Tiền thưởng
| Event  | VĐ      | CK      | BK      | TK     | Vòng 1/16 | Vòng 1/32 | Q2     | Q1     |
| Đơn nữ | $29,200 | $16,398 | $10,100 | $5,800 | $3,675    | $2,675    | $1,950 | $1,270 |
| Đôi nữ | $10,300 | $6,000  | $3,800  | $2,300 | $1,750    | —         | —      | —      |

## Nội dung đơn

### Hạt giống
| Quốc gia | Tay vợt              | Xếp hạng† | Hạt giống |
| -------- | -------------------- | --------- | --------- |
| BEL      | Elise Mertens        | 23        | 1         |
| ROU      | Sorana Cîrstea       | 24        | 2         |
|          | Veronika Kudermetova | 29        | 3         |
| UKR      | Anhelina Kalinina    | 36        | 4         |
| SUI      | Jil Teichmann        | 37        | 5         |
| AUS      | Ajla Tomljanović     | 42        | 6         |
| ESP      | Sara Sorribes Tormo  | 49        | 7         |
| CZE      | Tereza Martincová    | 50        | 8         |

† Bảng xếp hạng vào ngày 11 tháng 4 năm 2022.

### Vận động viên khác
Đặc cách:
- Nikola Bartůňková
- İpek Öz
- Pemra Özgen

Vượt qua vòng loại:
- Ana Bogdan
- Julia Grabher
- Marina Melnikova
- Anastasia Potapova
- Lesia Tsurenko
- Wang Qiang

Thua cuộc may mắn:
- Jaimee Fourlis
- Kamilla Rakhimova

### Rút lui
Trước giải đấu
- Caroline Garcia → thay thế bởi  Anna Karolína Schmiedlová
- Marta Kostyuk → thay thế bởi  Arantxa Rus
- Camila Osorio → thay thế bởi  Marie Bouzková
- Zheng Qinwen → thay thế bởi  Anna Bondár
- Aliaksandra Sasnovich → thay thế bởi  Kamilla Rakhimova
- Kateřina Siniaková → thay thế bởi  Greet Minnen
- Clara Tauson → thay thế bởi  Rebecca Peterson
- Alison Van Uytvanck → thay thế bởi  Jaimee Fourlis

## Nội dung đôi

### Hạt giống
| Quốc gia | Tay vợt              | Quốc gia | Tay vợt             | Xếp hạng1 | Hạt giống |
| -------- | -------------------- | -------- | ------------------- | --------- | --------- |
|          | Veronika Kudermetova | BEL      | Elise Mertens       | 7         | 1         |
| USA      | Caty McNally         | BEL      | Alison Van Uytvanck | 85        | 2         |
| CZE      | Marie Bouzková       | ESP      | Sara Sorribes Tormo | 100       | 3         |
| USA      | Kaitlyn Christian    |          | Lidziya Marozava    | 132       | 4         |

- 1 Bảng xếp hạng vào ngày 11 tháng 4 năm 2022.

### Vận động viên khác
Đặc cách:
- Ayla Aksu /  Zeynep Sönmez
- Berfu Cengiz /  İpek Öz

Thay thế:
- Angelina Gabueva /  Anastasia Zakharova
- Marina Melnikova /  Anastasia Tikhonova

### Rút lui
Trước giải đấu
- Kirsten Flipkens /  Sara Sorribes Tormo → thay thế bởi  Anastasia Potapova /  Rebecca Peterson
- Veronika Kudermetova /  Elise Mertens → thay thế bởi  Angelina Gabueva /  Anastasia Zakharova
- Caty McNally /  Anna Kalinskaya → thay thế bởi  Marina Melnikova /  Anastasia Tikhonova

## Nhà vô địch

### Đơn
- Anastasia Potapova đánh bại  Veronika Kudermetova 6–3, 6–1

### Đôi
- Marie Bouzková /  Sara Sorribes Tormo đánh bại  Natela Dzalamidze /  Kamilla Rakhimova 6–3, 6–4